# 日帰り旅行は電車に乗って
『日帰り旅行は電車に乗って』（ひがえりりょこうはでんしゃにのって）は、細川貂々による日本の鉄道漫画。細川とツレ・息子が関西に引っ越して以降の鉄道活動を漫画にしたもの。旧ミシマガジンで連載していた「関西は電車に乗って」が、タイトルを新たに『日帰り旅行は電車に乗って』として出版されたもの。鉄道ルポ漫画シリーズ第二弾で、別会社で出版された『親子テツ』の続編にあたる。

## 登場人物

### 主要人物
毎回、取材と旅遊びを兼ねて訪問するレギュラーの4人。
細川貂々（ほそかわ てんてん）
本作の作者であり主人公ということになっているが、この漫画に関しては主要人物（レギュラー陣）全員が主人公になっている。MBSの情報番組『ちちんぷいぷい』の2018年5月1日放送分で紹介された。
新幹線とユニークな観光列車が好き。鉄道以外では宝塚が好き。そういうこともあってツレと相談して、兵庫県宝塚市へ引っ越した。
ツレ
細川の夫。本名は望月昭。息子の影響で「パパ鉄」と化している。取材した活動先のいくつかは息子と何度か訪問したことがある。趣味の一つに「登山」があるので、鉄道沿線のちょっとしたハイキングコースは平気らしい。
中学時代に住んでいた関西にまた引っ越したいと思っていたことから、細川の提案を入れた。
南関の電車は混雑で苦労した思いから苦手で、東日本大震災を機会に引っ越したいと思っていたことから、細川の思いもあって関西へ引っ越すことが決まった。
息子
彼が両親に鉄道趣味にいざなった張本人ということになっている。母・細川が鉄道漫画に手を染めるきっかけになったキーパーソン。
本名は望月千歳だが、「ちーと君」と呼ばれている。取材時は10歳。
最近は、吉本興業の芸人とゲームに興味がある。好きな食べ物は団子とアイス。
母・細川と同じく乗り物酔いしやすい。
『親子テツ』の江ノ島電鉄制服と同じく、伊賀鉄道の忍者服を細川が着させようと試みるも、彼はコスプレがあまり好きではなく断っている。
ミッキーさん
本編出版社の編集担当で、毎回取材（細川一家の鉄道活動）に同伴する。チート君も彼女のことを気に入っている。
細川息子も彼女のいう事なら聞くことが多い。

### その他
漫画にゲストなどで登場。
ニタマ
意外と和歌山は訪問していないと気づいた4人が「それなら猫駅長のいる鉄道にしよう」ということで、和歌山電鉄貴志川線に乗車。彼女は終点・貴志駅の二代目駅長である（4人初訪問時は、初代駅長「たま」が健在で、ニタマは伊太祁曽駅の初代駅長であった）。チート君は彼女を気に入って、日記につづったのであった。
堺雅人
関西空港～神戸空港間を船で移動中、作者だけでなくチート君も船酔い。たまたま船のテレビで放送していた時代劇「真田丸」の主演者（真田信繁の役）。作者はチート君に「彼を見て、己をごまかせ。」と激励する。
辻本茂雄、すっちー。
珍しくＪＲ難波駅を訪問の折、チート君が「吉本新喜劇がみたい」とリクエストしたので、なんばグランド花月へ。人気芸人の二人のキャラクターグッズを購入。
きかんしゃトーマス
以前、チート君とツレが二人で京阪きかんしゃトーマス電車に乗車したことがあった。このころはチート君が興味あったが、チート君が小学生になった時に…作者が乗りたいとチート君を強引に誘う。だが、チート君の興味が下落状態であった。
信楽の狸
細川夫婦が知人の営む陶磁器工房店に行こうと思い、信楽高原鉄道に乗車して信楽駅の狸に出会う。
だが、肝心の店は営業していなかった。

## 書誌情報
- 細川貂々 『日帰り旅行は電車に乗って関西編』 ミシマ社/原点回帰の出版社〈ヤングチャンピオンコミックス〉、全1巻
  1. 2018年3月17日発売、ISBN 978-4-909394-04-0